# 盧甘斯克國際機場
盧甘斯克國際機場（烏克蘭語：Міжнародний аеропорт "Луганськ"）是位於乌克兰盧甘斯克州卢甘斯克的機場。該機場位於市中心以南9公里。自2014年6月起，該機場因頓巴斯戰爭的關係而關閉；但於俄羅斯入侵烏克蘭後，機場再度恢復運作，並用作俄羅斯空天軍基地。

## 歷史
1946年，蘇聯政府在盧甘斯克建設機場，不單為第285航空師提供訓練場，也同時希望改善該區的民用航空服務。該機場於1964年啟用。

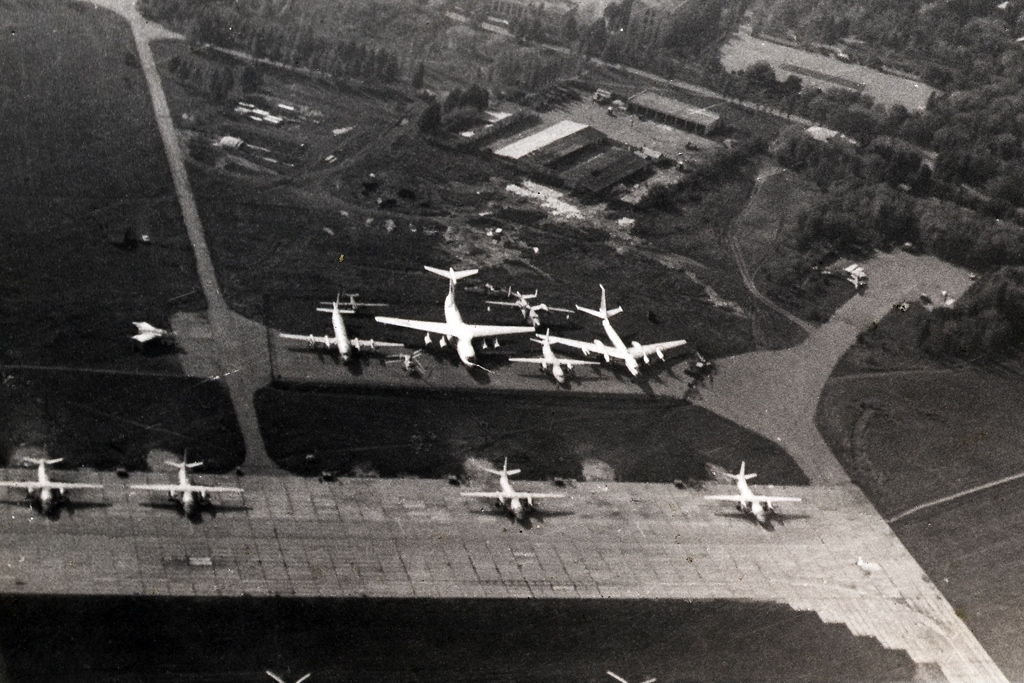
1964年向公眾開放前，盧甘斯克機場裡的蘇聯空軍

1974年，該機場成立了第99飛行師，包括6架安托諾夫An-24，並1989年多加了2架圖波列夫Tu-154飛機。
在80年代，該機場每天有過百班航班，服務超過1200名乘客，前往蘇聯裡近70個城市。
2005到2006年期間，烏克蘭政府重建了機場的跑道，讓該機場能夠服務An-124、A320系列與波音737的飛機。2013年，該機場已經有定期飛往基輔與莫斯科的航班，甚至有前往土耳其和希臘的包機。

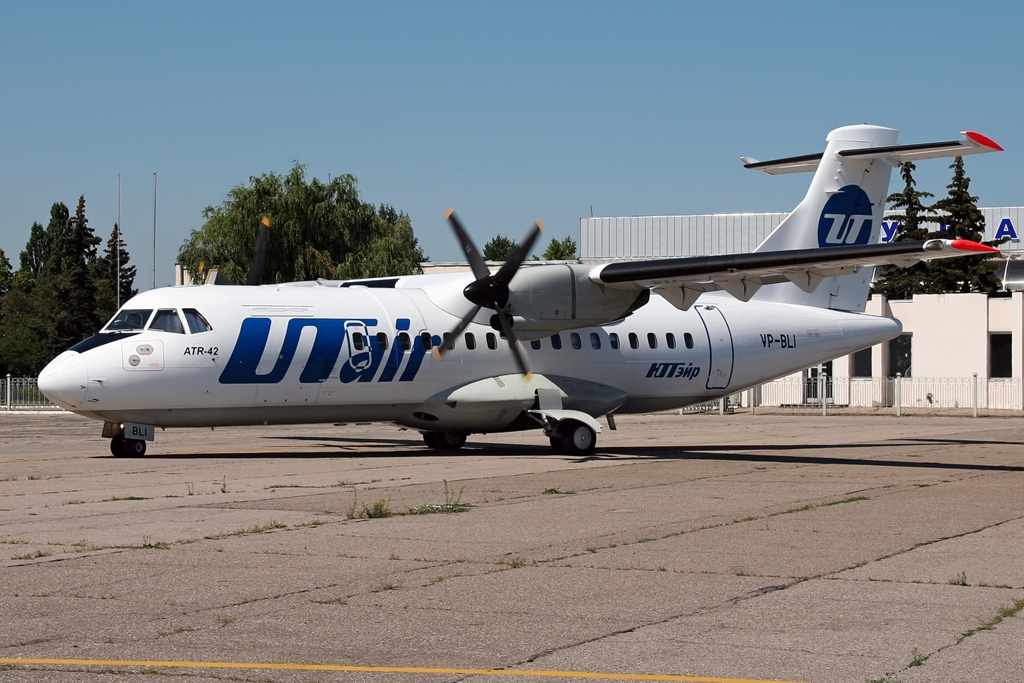
一架ATR 42在機場停泊，而相片背後為機場的航站樓

2022年，俄羅斯據報導在機場設立了直升機基地。

## 航空公司與航班目的地
從2009年到2014年，盧甘斯克機場是烏克蘭航空 UTair-Ukraine 的基地機場。
烏克蘭國際航空和 Motor Sich 航空也曾經在該機場營運。
已解散的盧甘斯克航空公司曾在這機場設立總部，但已經在2010年宣布破產。
Tavrey 航空也曾在機場運營，但已於2008年宣布破產。

## 停用及後續
2014年，由於親俄動亂的緣故，頓巴斯的機場都通通關閉，包括盧甘斯克機場。
截至2014年4月，烏克蘭軍隊有在機場的駐軍，為了執行針對卢甘斯克人民共和国的 "反恐行動"。6月初，機場發生爭奪戰，烏軍被親俄派封鎖。烏軍試圖使用3架伊尔-76為被困的軍隊提供補給，但該飛機被親俄方擊落，導致49名烏克蘭軍人喪命。
2014年9月1日晚上，烏軍經過146天的戰鬥後，離開了被毀的機場。親俄派不久後控制了機場，並拆除了航站樓。
2019年，俄方在機場的廢墟上修建了一條道路，而在跑道上興建了關於卢甘斯克人民共和国軍事裝備的博物館。
因應俄羅斯入侵烏克蘭，此機場現已恢復使用，而俄軍在此駐有卡-50攻擊直升機 。

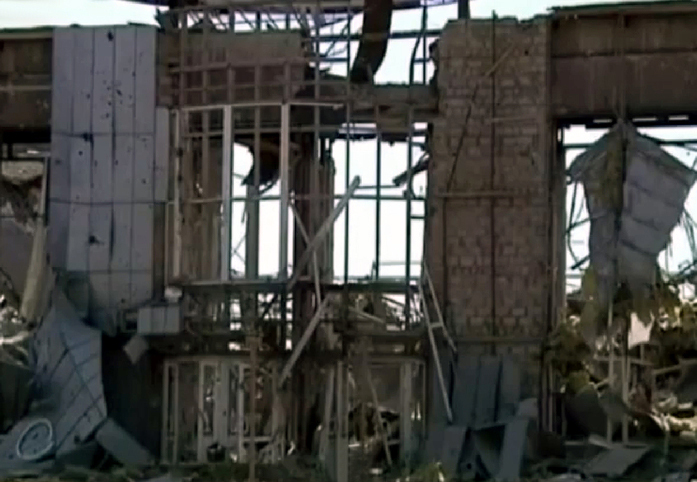
戰鬥結束後的機場入口

## 飛行事故/戰役
- 1971年3月31日，一架An-10 在飛往盧甘斯克機場的途中，因右舷外翼的結構故障，從12000米急降至600米，最終墮毀。
- 2014年6月14日，烏克蘭空軍的一架伊尔-76在降落機場時被擊落，機上人員全部罹難。
- 在頓巴斯戰爭期間，2架農用An-2R飛機在機場內被擊毀。
- 2023年10月17日，烏克蘭陸軍發動「蜻蜓行动」，以MGM-140導彈攻擊包括盧甘斯克機場在內的俄佔區機場，部分機場設施及俄軍直升機被炸毀[6]。

## 外部鏈接
维基共享资源上的相關多媒體資源：盧甘斯克國際機場